# Cum Multa
Cum multa sint (en español, "Siendo muchas"), o De animorum concordia inter hispanos procuranda, es la undécima encíclica de León XIII, escrita el 8 de diciembre de 1882 y dirigida a los arzobispos y obispos españoles. En ella se duele de las discordias existentes entre los católicos de España.

## Historia
El conflicto que motivaría la encíclica se había producido principalmente entre dos grupos: el sector integrista del carlismo, representado principalmente por el diario El Siglo Futuro de Cándido Nocedal, y la Unión Católica liderada por Alejandro Pidal. Los nocedalistas se oponían frontalmente al régimen liberal de la Restauración, mientras que los pidalinos eran partidarios de integrar a los católicos en el régimen y realizar en él una política católica posibilista.
A comienzos de 1882, el secretario de Estado de la Santa Sede envió a los obispos españoles un cuestionario en el que se pedía información sobre la posible división de opinión entre los obispos, entre estos y el clero, y entre el clero y los fieles, así como los motivos de estas divisiones, los remedios que podían adoptar los obispos, la Santa Sede y las conferencias metropolitanas de obispos, y la oportunidad de que el papa dirigiese una encíclica e ideas que consideraban debería contener. Las respuestas variaron: posiblemente la de Ciriaco Sancha, obispo de Ávila, fuese de las más detalladas.
El enfrentamiento se había producido también entre la propia jerarquía eclesiástica, habiéndose significado, por ejemplo, los obispos de Osma, de Tarazona, de Badajoz, de Urgel y de Canarias en favor del carlismo, mientras que el cardenal de Toledo o el obispo de Zamora lo habían hecho en favor de la Unión Católica de Pidal.
En su encíclica, el romano pontífice lamentaba las tensiones y divisiones políticas entre los católicos españoles, así como la falta de reverencia debida a los obispos. Denunciaba dos errores en extremos opuestos: el de quienes defendían la separación entre la Iglesia y el Estado y el de quienes identificaban el catolicismo con un único partido político (en alusión al partido carlista). La encíclica elogiaba asimismo a los españoles como pueblo católico, recordándoles que en el pasado habían derrotado a moros, herejes y cismáticos, y les exhortaba a defender la pureza de la fe manteniendo al mismo tiempo la disciplina.

### Recepción de la encíclica
El 9 de diciembre, días antes de que se hiciese pública la encíclica, el cardenal Jacobini, secretario de la Congregación para asuntos eclesiásticos extraordinarios, anunció a los obispos españoles la próxima encíclica, con orientaciones concretas sobre el modo de resolver el problema que en ella se trataba. Sugirió también que los obispos enviaran al papa un mensaje de adhesión a la encíclica; así lo hicieron el 6 de enero de 1883; pero aunque el mensaje se presentó como unánime, el obispo de Osma se había negado a firmar el escrito, por no estar conforme con algunas afirmaciones.
Publicada la encíclica, Mariano Rampolla, que el 1 de diciembre sería nombrado nuncio en España de Su Santidad, trató de acabar con la polémica, para lo cual consultó a los obispos que no se habían decantado por ningún bando. Se determinó que la polémica estaba circunscrita a las provincias de Madrid, Barcelona, Valencia, Sevilla y Tarragona, además de algunas zonas rurales en las que la prensa nocedaliana era muy leída. El informe señalaba asimismo que existía un compromiso masivo de los jesuitas y del clero regular con el integrismo carlista.
La encíclica no logró terminar con las divisiones y enfrentamientos políticos entre los católicos españoles. De hecho, tras la publicación de la encíclica, las disensiones se agudizarían. Varios obispos continuaron simpatizando con la postura intransigente de la prensa afín a Nocedal, y dicha prensa llegó a interpretar la encíclica a favor de sus posiciones doctrinales y políticas y en contra de la Unión Católica.

## Contenido de la encíclica
Comienza la encíclica con una alabanza al catolicismo de España

Cum multa sint, in quibus excellit generosa ac nobilis Hispanorum natio, tum illud est in prima commendatione ponendum, quod, post varios rereum et hominum interitus, pristinum illud ac prope haereditarium retineat fidei catholicae studium,  quocum semper vis, est Hispani generis salus et magnitudo coniuncta.
Siendo muchos los méritos por los que sobresale la generosa y noble nación española, sin embargo debe colocarse en primer plano el de haber conservado, la variada sucesión de hechos y hombres, el antiguo y casi hereditario amor a la fe católica, con que siempre pareció unirse la salud y la grandeza del pueblo español.

Pero, en seguida, muestra el dolor que siente al conocer las disensiones que se producen entre los católicos y precisamente por la diferencias de opiniones sobre el modo de defender el catolicismo, hasta el punto de que cuando un obispo toma una decisión de acuerdo con sus facultades, hay quien se siente molesto porque piensan que así favorece a uno o perjudica a otros. 
Pide el papa la unidad y armonía entre los católicos, especialmente importante en unos tiempos en que está presente una gran hostilidad hacia la Iglesia. Recuerda que no pueda constituirse una sociedad de espaldas a Dios y que las mutuas relaciones entre lo religioso y lo civil son necesarias, pues la religión es el principal sostén del bienestar público, pero existiendo entre ambas esferas una distinción.

Pero así como debe evitarse un error tan impío, así también debe huirse de la opinión contraria de quienes mezclan la religión con alguna facción civil y las confunden en un solo todo, hasta el punto de que los que son de otro partido son considerados casi desertores del catolicismo. Esto significa empujar temerariamente a las facciones políticas al augusto campo de la religión: querer romper la concordia fraterna, abrir la entrada y la puerta a una fatal serie de desgracias.

El papa hace notar que es necesario mantener separada la esfera de lo sagrado de la de la política, pues las cuestiones civiles por importantes que sean son siempre terrenas, mientras que la religión se dilata hasta la vida eterna. Por esto los defensores de partidos opuestos, aunque disientan en muchos asuntos temporales, deben estar todos unidos en la protección de lo que afecta a la religión, y por tanto a la Iglesia católica.

A este objetivo deben esforzarse con ardor, y casi con un pacto, todos los que aman el nombre de católicos. Han de guardar cierto silencio sobre la cuestión política, aunque haya diferentes opiniones que uno quisiera imponer y que en el momento oportuno se pueden defender de manera legítima y honesta.

Para mantener esa concordia entre todos los católicos, sea cual sea  su opinión política, es necesario la unión con el romano pontífice y con el propio obispo. A cada obispo le corresponde, en su jurisdicción, enseñar y decidir sobre las cuestiones relativas a la vida cristiana, presidir, enseñar, corregir y, en general, decidir sobre las cuestiones relativas a la vida cristiana. 

De todo esto se sigue que es necesario mostrar hacia el Obispo el respeto debido a la dignidad de su oficio, y que es necesario obedecer en los casos que caen dentro de su competencia. Por tanto, considerando las pasiones que agitan muchas conciencias allí en estos tiempos, no sólo exhortamos sino que imploramos a todos los españoles que recuerden este deber tan importante. Y especialmente se esforzarán con todos los esfuerzos en practicar la modestia y la obediencia los que forman parte del Clero, cuyas palabras y obras tienen gran influencia en todas partes como ejemplares.

El papa desarrolla en el resto de la encíclica cómo ha de vivir de modo especial esa unión con el obispo, y la obediencia a sus decisiones, el clero, las asociaciones de fieles y los que defienden con sus escritos la religión. El clero, a través de su palabra tiene una gran influencia en todos los fieles, que miran y siguen su ejemplo. Las asociaciones de fieles —recuerda el papa— prestan un valioso auxilio en la promoción del catolicismo, interesa que crezcan en número y en compromiso en su labor. Pero han de poner empeño en respetar el fin de cada asociación, de modo que no se dejen llevar por pasiones de partido, de modo que vivan delicadamente la unidad, tanto entre los miembros de esa asociación como respecto a otras asociaciones.
El papa valora la labor que desarrollan los que defienden con sus escritos la integridad de la fe; por eso, a ellos les dirige advertencias similares a las que transmite a las asociaciones; deben tener en cuenta que:

nada es tan adverso a la armonía como las palabras ásperas, las sospechas temerarias, las simulaciones injustas: por lo tanto, es necesario evitar todo esto con la mayor cautela, incluso hasta el punto de aborrecerlo. Por los derechos sagrados de la Iglesia, por los principios del catolicismo, no se debe recurrir a duras disputas, sino que estas deben ser moderadas y templadas, de manera que aseguren al escritor la victoria en el conflicto, más con el peso de la razón que con un estilo demasiado vehemente y duro.

El papa concluye la encíclica mostrando su confianza en que las normas prácticas que han indicado facilitaran remover las causas que impiden la armonía entre las almas. Les muestra también el ejemplo de sus antepasados que realizaron muchas hazañas en favor de la fe, porque no malgastaron sus energías en disputas internas, sino animados por el amor fraternal. Para obtener estos frutos el papa pide a los obispos que para consultar sobre problemas comunes se reúnan con el arzobispo y, cuando el asunto lo requiera, acudan a la Sede Apostólica. Finalmente muestra su confianza en que la ayuda del Cielo hará eficaces sus advertencias:

Que la augusta Madre de Dios María la Virgen Inmaculada, patrona de los españoles, apruebe las empresas comunes; que el Apóstol Santiago nos asista; y que también nos ayude Teresa de Jesús, virgen legisladora, gran luz de España, en la que resplandecieron como ejemplo admirable: el amor a la concordia, la caridad a la patria, la obediencia cristiana.